# Eva Horn
Eva Horn (* 1. August 1965 in Frankfurt am Main) ist eine deutsche Kultur- und Literaturwissenschaftlerin und Universitätsprofessorin für Neuere deutsche Literatur am Institut für Germanistik der Universität Wien.

## Leben
Eva Horn studierte Germanistik, Allgemeine Literaturwissenschaft, Romanistik und Philosophie in Bielefeld, Konstanz und Paris. 1996 wurde sie an der Universität Konstanz mit einer Arbeit über Textformen der Trauer in der Literatur der Goethezeit promoviert. Von 1999 bis 2005 war sie als Hochschulassistentin an der Fakultät für Kulturwissenschaft der Europa-Universität Viadrina in Frankfurt (Oder) tätig, unter anderem als Koordinatorin des Graduiertenkollegs Repräsentation – Rhetorik – Wissen. Nach ihrer Habilitation wurde Horn 2005 an die Universität Basel berufen. 2008 erhielt sie einen Ruf an die Universität Wien und ist dort seit 2009 als Universitätsprofessorin tätig.
Horn befasst sich in ihrer Arbeit mit dem Phänomen einer nicht ausreichenden menschlichen Vorstellungskraft gegenüber der Klimakrise. Sie sagte hierzu einmal: „Die Klimakrise ist ein sehr seltsamer Typ von Katastrophe, nämlich eine ohne großen Knall.“ Demnach könnten wir uns trotz der hervorragenden Arbeit von Klimaforschern die Veränderungen nicht richtig vorstellen und hielten sie für nicht real.
In Zukunft als Katastrophe (2014) und Anthropozän zur Einführung (2019 u. 2020) setzt sich Eva Horn mit den Leugnern des Klimawandels auseinander. 2021 thematisierte sie in ihrer Eröffnungsvorlesung zu Berliner Mosse-Lectures die Wissenschaftsskepsis und die Erosion der Wirklichkeit.

## Auszeichnungen
- 2020: Heinrich-Mann-Preis für Essayistik
- 2025: Mitglied der Academia Europaea

## Publikationen
- Trauer schreiben. Die Toten im Text der Goethezeit. Fink, München 1998, ISBN 3-7705-3314-3 (Zugleich Dissertation an der Universität Konstanz 1996, online - PDF, 230 Seiten, 1,6 MB).
- mit Stefan Kaufmann und Ulrich Bröckling: Grenzverletzer. Kadmos, Berlin 2002, ISBN 3-931659-26-7.
- mit Bettine Menke und Christoph Menke: Literatur als Philosophie – Philosophie als Literatur. Fink, München 2005, ISBN 3-7705-4099-9.
- Der geheime Krieg. Verrat, Spionage und moderne Fiktion. Fischer Taschenbuch, Frankfurt am Main 2007, ISBN 978-3-596-17707-3.
- New German Media Theory, Special Issue Grey Room, 29, Fall 2007, ISSN 1526-3819.
- mit Anson Rabinbach: Dark Powers. Conspiracies and Conspiracy Theory in History and Fiction, Special Issue New German Critique 103, Winter 2008, ISSN 0094-033X.
- mit Lucas Gisi: Schwärme – Kollektive ohne Zentrum. Eine Wissensgeschichte zwischen Leben und Information. Transcript, Bielefeld 2009, ISBN 978-3-8376-1133-5.
- als Herausgeberin mit Michael Hagemeister: Die Fiktion von der jüdischen Weltverschwörung. Zu Text und Kontext der „Protokolle der Weisen von Zion“. Wallstein, Göttingen 2012, ISBN 978-3-8353-0498-7.
- Zukunft als Katastrophe. Fiktion und Prävention. Fischer, Frankfurt am Main 2014, ISBN 978-3-10-401376-3.
  - Englische Ausgabe: The future as catastrophe: imagining disaster in the modern age. Übersetzt von Valentine Pakis. Columbia University Press, New York 2018, ISBN 978-0-231-18862-3.
- mit Hannes Bergthaller: Anthropozän zur Einführung. Junius, Hamburg 2019 u. 2. ergänzte Ausgabe 2020, 3. überarbeitete Ausgabe 2022. ISBN 978-3-96060-311-5.
- Klima. Eine Wahrnehmungsgeschichte. S. Fischer, Frankfurt am Main 2024, ISBN 978-3-10-397432-4.